# Jason et les Argonautes (mini-série)
Pour les articles homonymes, voir Jason et les Argonautes.
Jason et les Argonautes (Jason et le Royaume perdu au Québec ; Jason and the Argonauts) est une mini-série américaine de fantasy réalisée par Nick Willing et sorti en 2000. Il s'inspire librement du mythe des Argonautes et de leur quête de la Toison d'or.

## Fiche technique
- Titre français : Jason et les Argonautes
- Titre québécois : Jason et le Royaume perdu
- Titre original : Jason and the Argonauts
- Réalisateur : Nick Willing
- Écrit par : Matthew Faulk, Mark Skeet
- Montage : Sean Barton
- Direction artistique : Michael Boone, Dennis Bosher, Gary Freeman
- Directeurs artistiques superviseurs : John Fenner, John King
- Décors : Roger Hall
- Conception des costumes : Carlo Poggioli
- Musique : Simon Boswell
- Producteur : Dyson Lovell
- Producteurs exécutifs : Robert Halmi Sr., Robert Halmi Jr., Chris Thompson
- Production : Hallmark Entertainment, Panfilm
- Durée : 180 minutes
- Dates de premières diffusions : 
  -  États-Unis : 7 mai 2000 et 8 mai 2000 sur NBC
  -  France :  4 janvier 2002 sur M6

## Distribution
- Jason London (VF : Fabrice Josso) : Jason
- Frank Langella (VF : Mario Santini) : le roi Éétès
- Natasha Henstridge : Hypsipyle
- Olivia Williams : Héra
- Angus Macfadyen (VF : Bernard Lanneau) : Zeus
- Dennis Hopper (VF : Patrick Floersheim) : Pélias
- Jolene Blalock (VF : Gaëlle Savary) : Médée
- James Callis (VF : Vincent Violette) : Apsyrtos
- Brian Thompson : Hercule
- Adrian Lester (VF : Jérôme Pauwels) : Orphée
- Ciarán Hinds : le roi Éson
- Mark Lewis Jones : Mopsos
- Derek Jacobi : Phinée
- Diana Kent (en) : Polymèle
- Olga Sosnovska : Atalante
- Tom Harper (VF : Geoffrey Vigier) : Acaste
- Kieran O'Brien (VF : Pierre Laurent) : Actor
- David Calder : Argos